# Gelert

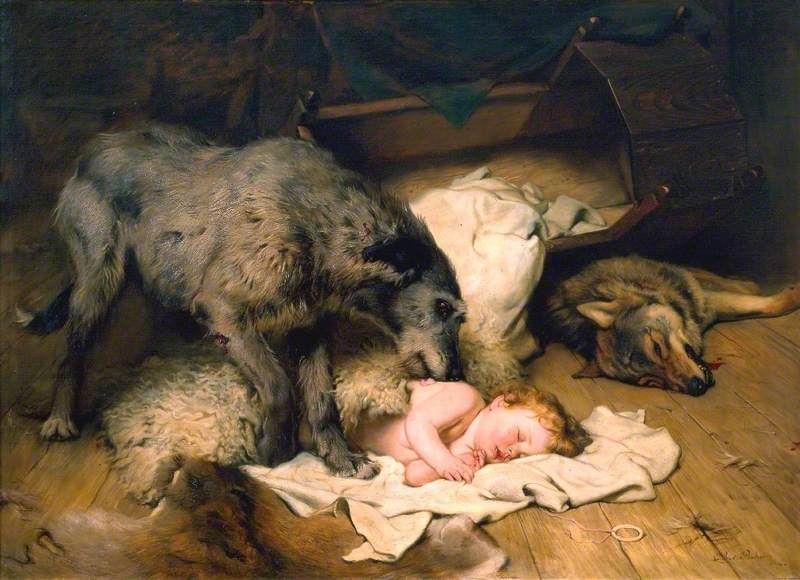
Gelert, Gemälde von Charles Burton Barber (1845–1894), Reading Art Gallery

Gelert (Aussprache walisisch: [ˈɡɛlɜɹt], englisch: [ˈɡiːlət]) ist der Name des Hundes, welcher der Sage nach dem Dorf Beddgelert („Gelerts Grab“) in Gwynedd, Wales seinen Namen gegeben haben soll. Das zugrundeliegende Sagenmotiv eines überstürzt zu Unrecht getöteten Tieres, obwohl es sich seinem Menschen gegenüber loyal verhalten hat, ist in Europa, im Orient, Süd- und Ostasien weit verbreitet. Die älteste Version stammt aus Indien.

## Sage
Der Hund Gelert gehörte Fürst Llywelyn ab Iorwerth von Gwynedd, der ihn als Geschenk von König Johann Ohneland von England erhalten hatte. Eines Tages fand Llywelyn bei der Rückkehr von der Jagd die Wiege seines kleinen Sohns umgestoßen. Das Baby war nirgends zu finden, und Gelert, den Llywelyn zur Bewachung des Kindes zurückgelassen hatte, war blutverschmiert. Llywelyn glaubte, dass Gelert seinen Sohn getötet habe und tötete den Hund mit seinem Schwert. Kurz danach hörte der Fürst jedoch das Weinen eines Kindes und fand seinen Sohn unverletzt unter der Wiege. Daneben lag ein Wolf, den Gelert getötet hatte. Llywelyn bereute seine Tat, ließ den Hund ehrenvoll begraben und soll danach nie mehr gelacht haben.

## Gelerts Grab

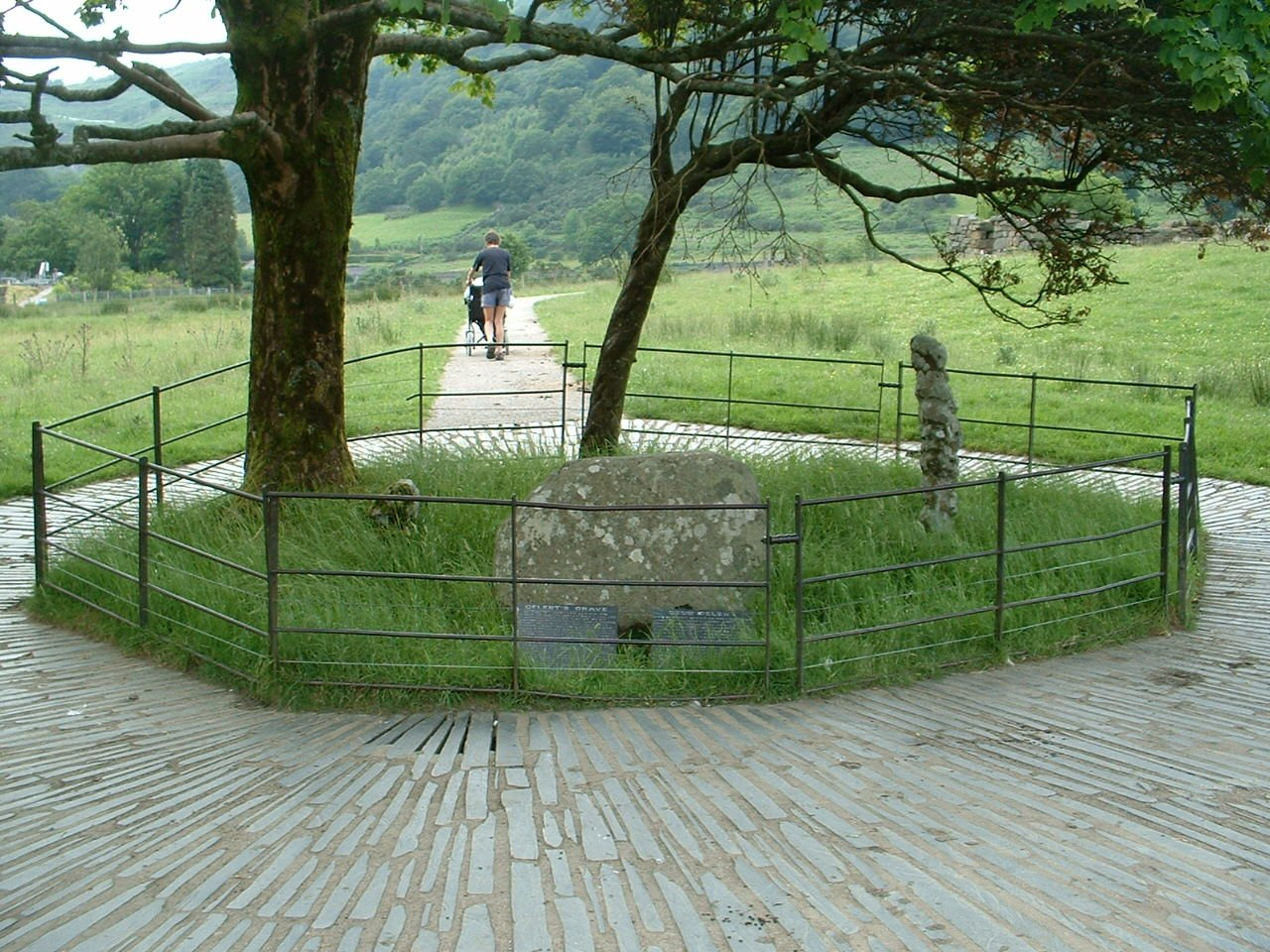
Gelerts Grab, Beddgelert

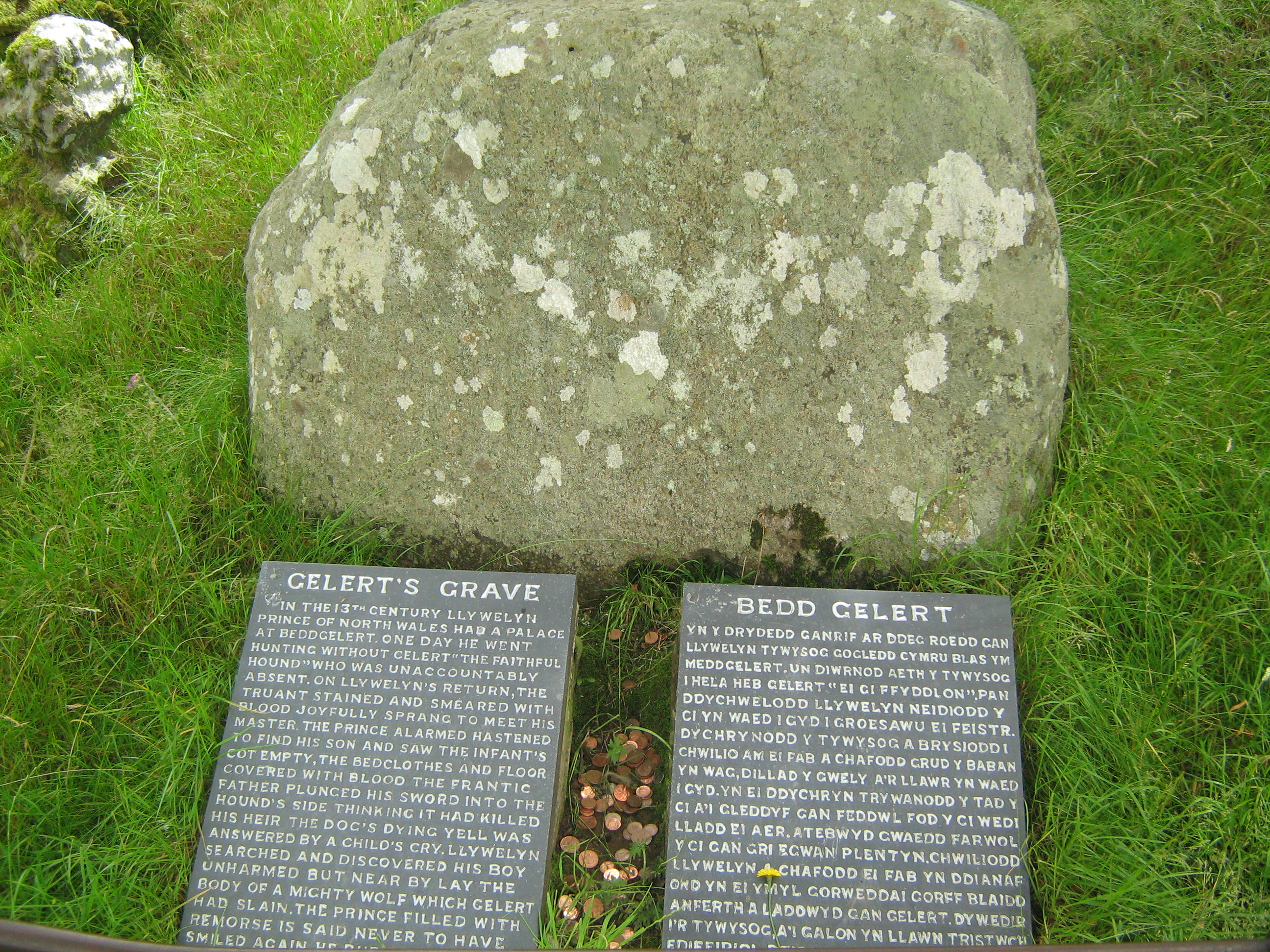
Gelerts Grab, Grabinschrift auf Englisch und Walisisch

In Beddgelert befindet sich ein Grab, das traditionell als Gelerts Grab bezeichnet wird. Dieses Grab wurde allerdings wahrscheinlich erst im späten 18. Jahrhundert vom ansässigen Grundbesitzer David Prichard erstellt, der dadurch den Tourismus fördern und die Grundstückspreise verbessern wollte. Das Dorf Beddgelert hat seinen Namen möglicherweise von einem frühchristlichen Heiligen namens Kilart oder Celert.
Auf dem Grab befinden sich zwei Schieferplatten, auf denen die Sage von Gelert auf Walisisch und Englisch eingraviert ist. Die Inschrift auf der englischen Platte lautet:
IN THE 13TH CENTURY, LLYWELYN, PRINCE OF NORTH WALES, HAD A PALACE AT BEDDGELERT. ONE DAY HE WENT HUNTING WITHOUT GELERT “THE FAITHFUL HOUND” WHO WAS UNACCOUNTABLY ABSENT. ON LLYWELYN'S RETURN, THE TRUANT STAINED AND SMEARED WITH BLOOD, JOYFULLY SPRANG TO MEET HIS MASTER. THE PRINCE ALARMED HASTENED TO FIND HIS SON, AND SAW THE INFANT'S COT EMPTY, THE BEDCLOTHES AND FLOOR COVERED WITH BLOOD. THE FRANTIC FATHER PLUNGED THE SWORD INTO THE HOUND'S SIDE THINKING IT HAD KILLED HIS HEIR. THE DOG'S DYING YELL WAS ANSWERED BY A CHILD'S CRY. LLYWELYN SEARCHED AND DISCOVERED HIS BOY UNHARMED BUT NEAR BY LAY THE BODY OF A MIGHTY WOLF WHICH GELERT HAD SLAIN. THE PRINCE FILLED WITH REMORSE IS SAID NEVER TO HAVE SMILED AGAIN. HE BURIED GELERT HERE. THE SPOT IS CALLED BEDDGELERT

## Rezeption
Die Sage war Grundlage für ein episches Gedicht von William Robert Spencer, das dieser um 1800 verfasste. Die Sage wird in diversen Quellen erwähnt, darunter Wild Wales von George Borrow, Brewster’s Dictionary of Phrase and Fable und The Nuttall Encyclopaedia. In der englischen Literatur sind für den Namen des Hundes auch die Varianten „Gellert“ und „Killhart“ überliefert.

## Verbreitung
Ähnliche Sagenmotive treten in vielen Teilen Europas und Asiens auf. Allein aus China sind zehn Versionen bekannt. In Ligurien existiert das in Ligurisch verfasste Gedicht R sacrifisi dr can, in dem ein Schäfer seinen blutüberströmten Schäferhund erschießt, danach aber einen toten Wolf im Stall findet. In der Region der Dombes in Frankreich wurde der Hund Guinefort bis ins 20. Jahrhundert als Heiliger verehrt, dessen Geschichte derjenigen Gelerts ebenfalls stark ähnelt. Im Gegensatz zu Guinefort war der Hund Gelert allerdings nie ein Objekt religiöser Verehrung.

## Herkunft
Die älteste Version findet sich in der altindischen Sanskrit-Dichtung Panchatantra, die vor der Mitte des 1. Jahrtausends entstand. Die darin enthaltene Erzählung „Der Brahmane und der Mungo“ handelt vom Haushalt eines Brahmanen, dessen Frau einen Sohn und ein Mungo zur Welt brachte und beide gemeinsam aufzieht. Als die Frau Wasser holen geht, verschwindet der Brahmane ebenfalls und lässt den Säugling unbewacht. Da kriecht eine schwarze Schlange aus ihrem Loch auf das Baby zu. Der Mungo will das Baby schützen, wirft sich auf die Schlange und zerbeisst sie in viele Stücke. Um stolz von seiner Heldentat zu berichten, nähert er sich mit blutverschmiertem Maul der heimkehrenden Mutter. Überzeugt, der Mungo habe ihr Kind umgebracht, erschlägt die Mutter den Mungo mit ihrem Wasserkrug.
Die Ausbreitung der Geschichte westwärts bis Europa ist der arabischen Textsammlung Kalīla wa Dimna aus dem 8. Jahrhundert zu verdanken, die auf eine verlorengegangene mittelpersische Fassung aus dem 6. Jahrhundert zurückgeht. Nunmehr ersetzt in der Geschichte ein Hund den Mungo. Aus der arabischen entstand im 10. Jahrhundert eine syrische Version („Das Buch von Sindibad“). Im 13. Jahrhundert übersetzte Johann von Capua den arabischen Text ins Lateinische. Die so entstandene Fabelsammlung Directorium humanae vitae wurde später in weitere europäische Sprachen übersetzt. In der tamilischen Fassung in Südindien blieb das unschuldig getötete Tier ein Mungo, der als der erstgeborene Sohn der Familie einen besonderen Status genießt.